# Ataenius opatroides
Ataenius opatroides är en skalbaggsart som beskrevs av Blanchard 1846. Ataenius opatroides ingår i släktet Ataenius och familjen Aphodiidae. Inga underarter finns listade.